# Clonage commercial d'animaux
Le clonage commercial d'animaux englobe notamment certaines pratiques d'élevage animalier, de recherche médicale, de compétitions de chameaux et de chevaux, de clonage d'animaux domestiques et de restauration des populations d'animaux en danger et éteints. La faisabilité de la pratique a été démontrée pour la première fois en 1996 avec Dolly le mouton.

## Méthodes de clonage
Déplacer ou copier tous (ou presque tous) les gènes d'un animal pour former un second animal, génétiquement presque identique, se fait habituellement par l'une des trois méthodes suivantes : la technique de Roslin, la technique d'Honolulu et le Jumelage Artificiel. Les deux premières impliquent un processus connu sous le nom de transfert nucléaire de cellules somatiques. Dans ce processus, un ovocyte est prélevé chez une mère porteuse et subit l'énucléation, un processus qui enlève le noyau de l'intérieur de l'ovocyte. Des Cellules somatiques sont ensuite prélevées chez l'animal qui est cloné, transférées dans l'ovocyte vide pour fournir du matériel génétique, et fusionnées avec l'ovocyte à l'aide d'un courant électrique. L'ovocyte est ensuite activé et réinséré dans la mère porteuse. Le résultat est la formation d'un animal qui est presque génétiquement identique à l'animal dont les cellules somatiques ont été prélevées,. Alors que le transfert nucléaire de cellules somatiques était auparavant considéré comme fonctionnant uniquement avec du matériel génétique de cellules somatiques non congelées ou congelées avec un cryoprotecteur (pour éviter les dommages cellulaires causés par la congélation), le clonage réussi de chiens de diverses races a maintenant été démontré en utilisant des cellules somatiques de spécimens non protégés qui avaient été congelés jusqu'à quatre jours. Une autre méthode de clonage comprend le fractionnement d'embryons, le processus de prise des blastomères d'un embryon animal très précoce et de leur séparation avant qu'ils ne deviennent différenciés afin de créer deux organismes ou plus séparés. Lors de l'utilisation du fractionnement d'embryons, le clonage doit se produire avant la naissance de l'animal, et les clones grandissent en même temps (de manière similaire aux jumeaux monozygotes).

## Clonage du bétail
L'Administration des aliments et médicaments des États-Unis (FDA) a conclu que « La nourriture provenant de clones de bovins, de porcs et de chèvres est aussi sûre à consommer que celle de tout autre bovin, porc ou chèvre. » Il a également été noté que l'utilisation principale des clones agricoles est de produire du bétail d'élevage, et non de la nourriture. Les clones permettent aux agriculteurs d'améliorer la qualité globale de leurs troupeaux en produisant plus de copies des meilleurs animaux du troupeau. Ces animaux sont ensuite utilisés pour la reproduction conventionnelle, et la progéniture reproduite sexuellement devient les animaux producteurs de nourriture. Le Centre de clonage d'animaux de Tianjin a été proposé en 2015 « pour être mis en usage dans la première moitié de 2016 », mais en 2022, aucune ouverture n'avait été signalée. Les objectifs du clonage énumérés par la FDA incluent « la résistance aux maladies ... l'adaptabilité au climat ... le type de corps de qualité ... la fertilité ... et la préférence du marché (maigreur, tendreté, couleur, taille des différentes coupes, etc.) » La productivité laitière est une autre caractéristique souhaitable pour laquelle le clonage est utilisé, y compris dans le cas des "super-vaches" clonées.

## Utilisations médicales
Les organes de porcs clonés commencent à être transplantés chez des patients humains (Voir Xénotransplantation).
Des chiens renifleurs de cancer ont également été clonés. Une revue a conclu que « des chiens de travail qualifiés peuvent être produits en clonant un chien de travail qui présente à la fois un tempérament approprié et une bonne santé. »

## Autres animaux de travail à haute performance
Le clonage de super chiens renifleurs pour les aéroports a été signalé en 2011, quatre ans après que le chien qui a servi de donneur génétique ait pris sa retraite. Le clonage d'un chien de sauvetage réussi a été rapporté en 2009 et d'un chien de police en 2019.

## Animaux en danger et éteints
Le seul animal éteint cloné jusqu'en 2022 est un bouquetin des Pyrénées, né le 30 juillet 2003, en Espagne, qui est mort quelques minutes plus tard en raison de défauts physiques dans les poumons,.
Certains animaux ont été clonés pour ajouter de la diversité génétique à des espèces en danger avec de petites populations restantes, évitant ainsi la dépression consanguine. Les centres effectuant cela incluent ViaGen, aidé par le San Diego Frozen Zoo, et Revive & Restore. Ceci est également appelé « clonage pour la conservation »,. Deux exemples sont le furet à pattes noires et le cheval de Przewalski.
En 2022, le premier loup arctique cloné au monde, « Maya », est né à Pékin par Sinogene. Bien que les loups arctiques ne soient plus répertoriés par la Liste rouge de l'UICN comme une espèce en danger, la technique pourrait être utilisée pour aider d'autres animaux menacés d'extinction, tels que les loups gris mexicains et les loups rouges. L'équipe de Sinogene est confiante que la technique pourrait être utilisée pour restaurer des espèces perdues ou augmenter les nombres dans les populations d'animaux en danger.
Dans une étude récente utilisant des esturgeons (espèces de poissons de la famille des Acipenseridae), les scientifiques ont apporté des améliorations à une technique appelée transfert nucléaire de cellules somatiques avec l'objectif ultime de sauver des espèces en danger. Les esturgeons sont en danger en raison des niveaux élevés de braconnage, de la destruction accrue des habitats, de la pollution de l'eau et de la surpêche. Cela fait de cette espèce un candidat idéal pour améliorer ce type de méthode de clonage, dans l'espoir de préserver les populations naturelles de devenir en danger. La technique de transfert nucléaire de cellules somatiques est une méthode de clonage bien connue qui est utilisée depuis des années mais se concentre sur des espèces prospères plutôt que sur celles en danger ou éteintes. Cette technique utilise généralement une seule cellule somatique donneuse avec une seule manipulation et l'insère dans un œuf receveur de l'espèce concernée. Il a récemment été découvert que la position dans laquelle cette cellule somatique se trouve à l'intérieur de l'œuf receveur est très importante pour cloner avec succès une espèce. En apportant des ajustements à la méthode originale d'utilisation d'une seule cellule somatique et en utilisant à la place plusieurs cellules somatiques donneuses à insérer dans l'œuf receveur, la probabilité que les cellules somatiques donneuses soient dans la position cruciale sur l'œuf augmentera considérablement. Cette augmentation se traduira alors par des taux de succès plus élevés avec le clonage. Il y a encore des recherches en cours utilisant cette méthode améliorée, mais d'après les données recueillies jusqu'à présent, il semble être une méthode raisonnable à poursuivre et bientôt être en mesure d'aider à empêcher des espèces comme les esturgeons de devenir en danger et éventuellement d'arrêter l'extinction de se produire.
Cloner des animaux éteints depuis longtemps en utilisant les méthodes actuelles est impossible car l'ADN commence à dénaturer après la mort, ce qui signifie que le génome entier d'une espèce éteinte n'est pas disponible pour être reproduit. 

## Histoire et commercialisation
ViaGen a commencé à offrir le clonage à l'industrie de l'élevage et des équidés en 2003, et plus tard en tant que ViaGen Pets a inclus le clonage de chats et de chiens en 2016. La filiale de ViaGen, stART Licensing, détient un brevet de clonage qui est concédé sous licence à leur seul concurrent en 2018, qui propose également des services de clonage animalier.
Le premier animal de compagnie cloné commercialement était un chat nommé Little Nicky , produit en 2004 par Genetic Savings & Clone pour une femme du nord du Texas pour la somme de 50 000 dollars. Le 21 mai 2008, BioArts International a annoncé un service limité de clonage de chiens commerciaux (à travers un programme appelé Best Friends Again) en partenariat avec une entreprise coréenne nommée Sooam Biotech. Ce programme a suivi l'annonce du clonage réussi d'un chien de famille nommé Missy, un exploit largement médiatisé dans le projet Missyplicity. En septembre 2009, BioArts a annoncé la fin de son service de clonage de chiens. En juillet 2008, l'Université nationale de Séoul (coparents de Snuppy, réputé être le premier chien cloné au monde en 2005) a créé cinq clones d'un chien nommé Booger pour sa propriétaire californienne. La femme a payé 50 000 dollars pour ce service.
Sooam Biotech a continué à développer des techniques propriétaires pour le clonage de chiens sur la base d'une licence de la filiale de ViaGen, stART Licensing (qui possédait le brevet original pour le processus de clonage animalier). (Bien que l'animal lui-même ne soit pas brevetable, le processus est protégé par un brevet). Sooam Biotech a été rapporté avoir cloné environ 700 chiens en 2015 et à produire 500 embryons clonés de diverses races par jour en 2016. En 2015, la période la plus longue après laquelle Sooam Biotech pouvait cloner un chiot était de 12 jours après la mort du chien de compagnie original.
Sinogene Biotechnology a créé le premier chien cloné chinois en 2017 avant de commercialiser le service de clonage et de rejoindre le marché du clonage d'animaux de compagnie.

## Controverses

### Bien-être animal
Le taux de mortalité des animaux clonés est plus élevé que celui des animaux nés de processus naturels. Cela inclut une disparité avant la naissance, pendant la naissance et après la naissance dans les taux de survie et la qualité de vie, menant à des préoccupations éthiques. Beaucoup de ces disparités sont supposées provenir de l'ARNm maternel déjà présent dans l'ovocyte avant le transfert du matériel génétique ainsi que de la Méthylation de l'ADN, qui contribuent tous deux au développement de l'animal dans l'utérus de la mère porteuse. Certains problèmes courants observés chez les animaux clonés sont les télomères raccourcis, les séquences d'extrémité répétitives de l'ADN dont la longueur décroissante au cours de la durée de vie d'un organisme a été associée au vieillissement ; le syndrome des gros bébés, la taille anormale des individus clonés en raison de changements épigénétiques (expression des gènes) ; et les modèles de méthylation du matériel génétique si anormaux par rapport aux embryons standards de l'espèce clonée qu'ils sont incompatibles avec la vie.

### Clonage d'animaux domestiques
Bien que le clonage d'animaux de compagnie soit parfois présenté comme une méthode prospective pour retrouver un animal de compagnie décédé, le clonage d'animaux domestiques ne donne pas des animaux exactement identiques à l'animal précédent (en apparence ou en personnalité). Bien que l'animal en question soit cloné, il existe toujours des différences phénotypiques qui peuvent affecter son apparence ou sa santé. Cette question a été mise en lumière dans le clonage d'un chat nommé Rainbow. Le clone de Rainbow, plus tard nommé CC, était génétiquement identique à Rainbow, mais les motifs de couleur de CC n'étaient pas les mêmes en raison du développement du chaton dans l'utérus ainsi que des disparités génétiques aléatoires dans le clone telles que l'inactivation variable du chromosome X.
Malgré ses controverses, l'étude du clonage d'animaux domestiques a le potentiel de contribuer aux connaissances scientifiques, vétérinaires et médicales, et c'est une ressource potentielle dans les efforts de préservation des cousins en danger des chats et des chiens.
En 2005, le membre de l'Assemblée de Californie Lloyd Levine a introduit un projet de loi visant à interdire la vente ou le transfert de clones d'animaux de compagnie en Californie. Ce projet de loi a été rejeté.